# ۵۱ (عدد)
۵۱ (عدد)
۵۱(پنجاه و یک) یک عدد طبیعی است که بعد از ۵۰ و قبل از ۵۲ قرار دارد.